# Gerhard Orgaß

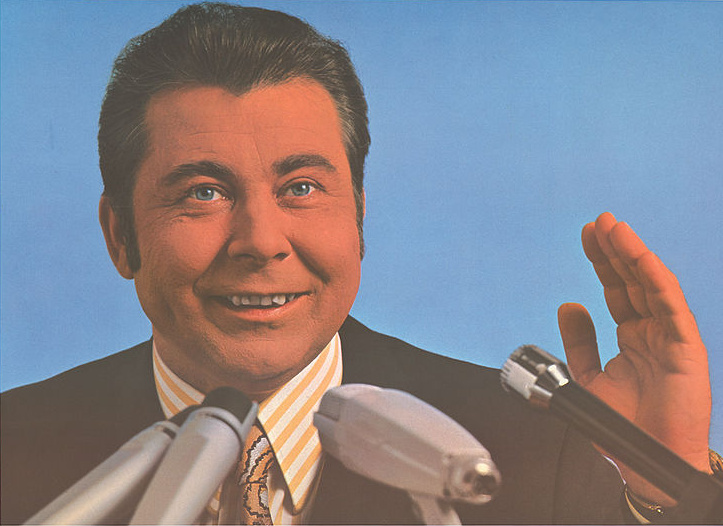
Gerhard Orgaß, 1972

Gerhard Orgaß (* 23. Oktober 1927 in Hamburg; † 27. Mai 2012 ebenda) war ein deutscher Politiker der CDU, Mitglied der Hamburgischen Bürgerschaft und des Deutschen Bundestages.

## Leben

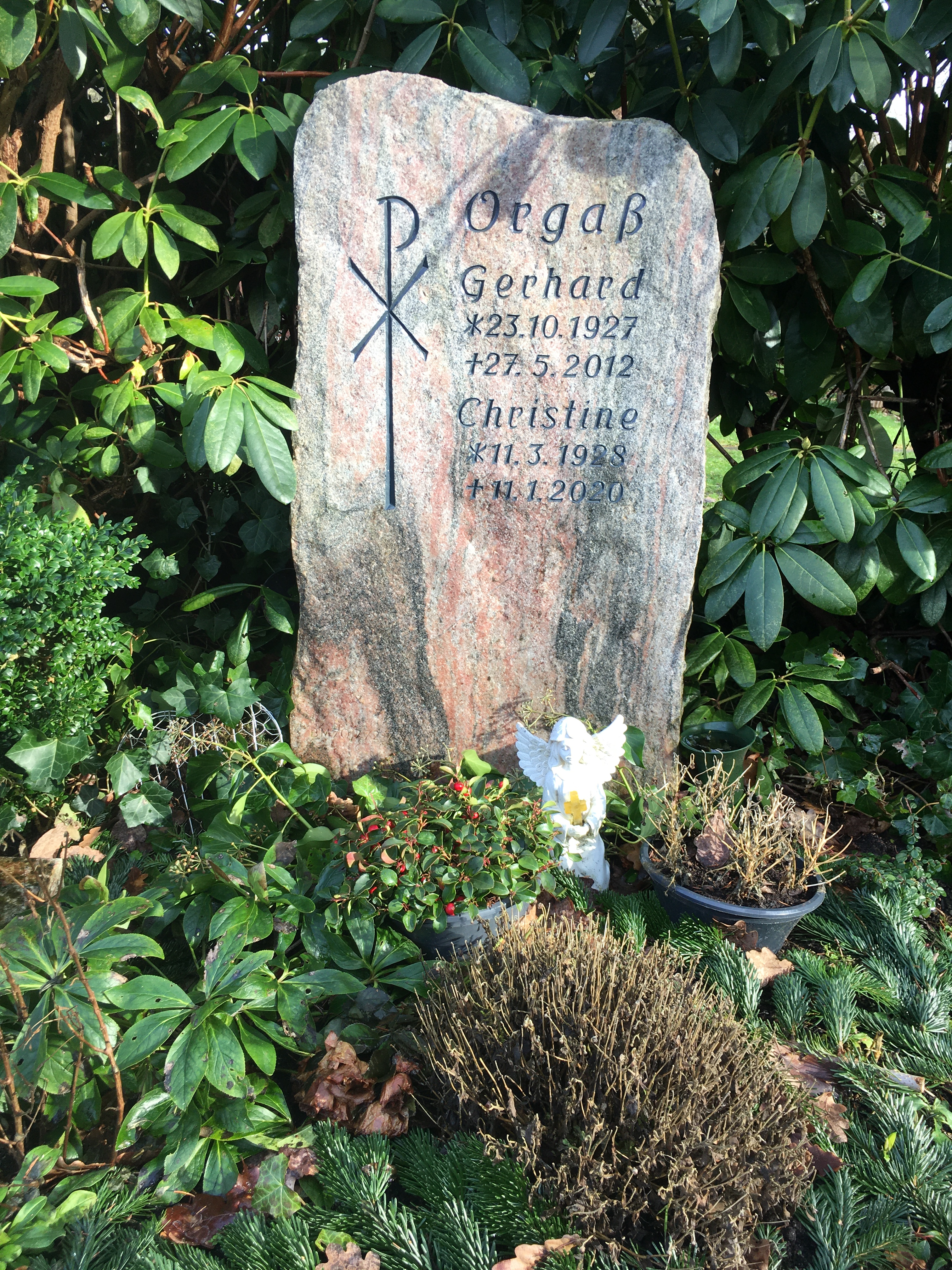
Grabstätte auf dem Friedhof Ohlsdorf

Gerhard Orgaß begann 1944 die Lehre zum Betonbauer, musste aber diese Ausbildung durch seine Einberufung zur deutschen Wehrmacht am Ende des Zweiten Weltkrieges unterbrechen. Nach dem Krieg konnte er sie 1947 erfolgreich abschließen. Bereits zwei Jahre später schloss er eine weitere Ausbildung zum Maurer ab. Nach der Ausbildung arbeitete er in verschiedenen Hamburger Baufirmen. Von 1962 bis 1964 war er an der „Akademie für Wirtschaft und Politik“ eingeschrieben und beendete diese als Volkswirt. Danach wurde er Angestellter der Wohnungsgesellschaft Neue Heimat.
Gerhard Orgaß wurde auf dem Friedhof Ohlsdorf beigesetzt. Die Ruhestätte liegt im Planquadrat Bm 70 direkt hinter Kapelle 13.

## Politik

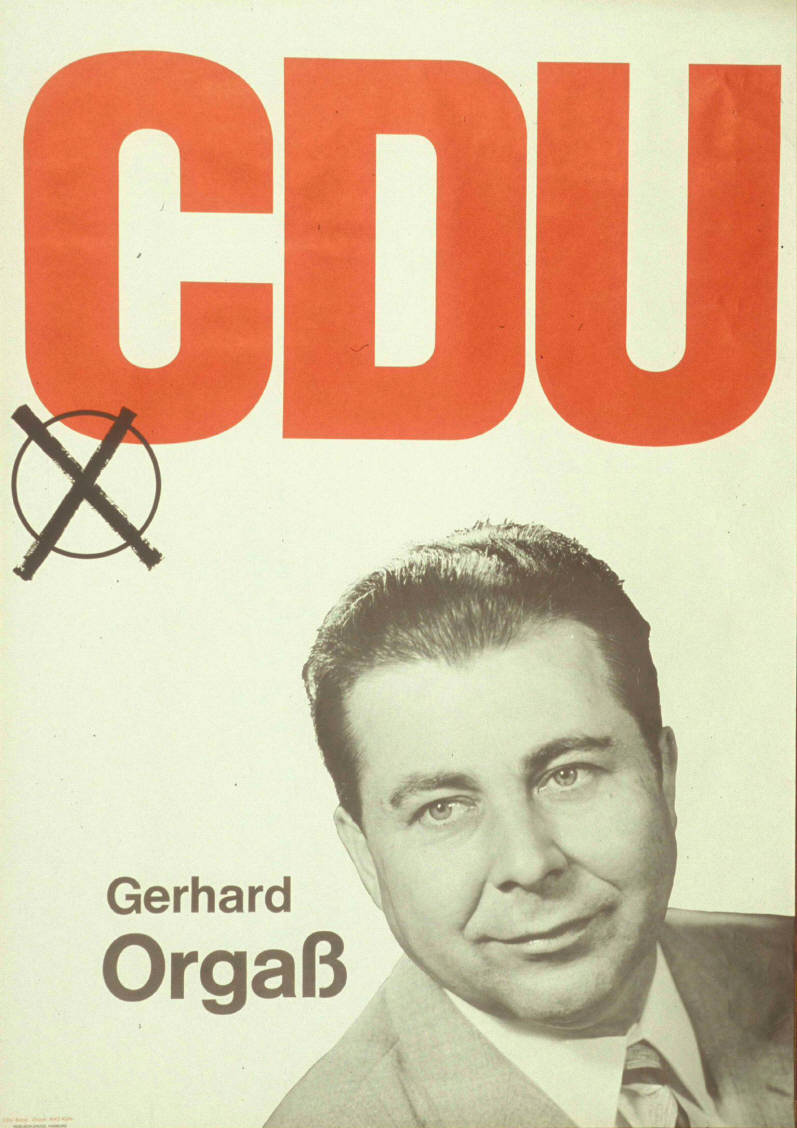
Wahlplakat von 1969

1950 trat Orgaß sowohl in die CDU als auch in die IG Bau-Steine-Erden ein. Er war von 1953 bis 1965 Mitglied der Hamburgischen Bürgerschaft für seine Partei. Von 1961 bis 1969 war er Vorsitzender des CDU-Ortsverbandes Barmbek-Uhlenhorst und nach der Aufteilung in zwei Verbände bis 1971 des CDU-Ortsverbandes Barmbek. Nach seinem Mandat in der Bürgerschaft wechselte er in den Deutschen Bundestag. Über die Liste der CDU Hamburg zog er von 1965 bis 1976 dreimal (5.–7. Wahlperiode) in das Parlament ein. Anfang 1976 setzte er sich in einer Kampfabstimmung gegen den Bürgerschaftsabgeordneten und bisherigen Amtsinhaber Oswald Beck durch und wurde Vorsitzender des damaligen CDU-Kreisverbandes Alstertal.
Nach vielen Jahren der Parteizugehörigkeit kam mit der neuen Regierung in Bonn Anfang der 1980er Jahre der Abschied von der CDU. Rückblickend sagte Orgaß: „Nach dem schweren Herzinfarkt 1981 habe ich zunächst noch weiter gemacht, obwohl mein Arzt mir dringend davon abgeraten hat. Aber zu dem Zeitpunkt hatte Kohl bereits die ‚moralische Wende‘ eingeläutet, bei der Blüm voll mitzog. Eine solche Politik wollte ich mit meinem Namen nicht verbunden wissen. […] Dieses Rücktrittsschreiben gehört zu den bittersten meines Lebens. Aber wie sollte ich anders handeln, wenn ich mir selbst treu bleiben wollte?“